# Stapeliopsis pillansii
Stapeliopsis pillansii là một loài thực vật có hoa trong họ La bố ma. Loài này được (N.E. Br.) P. V. Bruyns miêu tả khoa học đầu tiên năm 1981.